# Trichogramma nerudai
Trichogramma nerudai är en stekelart som beskrevs av Pintureau och Gerding 1999. Trichogramma nerudai ingår i släktet Trichogramma och familjen hårstrimsteklar. Inga underarter finns listade i Catalogue of Life.